# エリック・ガニエ
エリック・セルジュ・ガニエ（Éric Serge Gagné , 1976年1月7日 - ）は、カナダ連邦ケベック州モントリオール出身のプロ野球選手（投手）。右投右打。フランス系カナダ人。
84試合連続セーブ成功記録を持つ、MLB史上屈指のリリーフ投手。2002年 - 2004年の3年間で158セーブ機会中152セーブ成功を記録し、セーブ王となった2003年シーズンには非先発型投手ながらサイ・ヤング賞を受賞、メジャーを代表する抑え投手となった。しかし2005年頃からは故障が相次ぎ、その後は多くの球団を渡り歩きつつ再起を図るも、往時の輝きを取り戻せないまま2010年に現役を引退。その後、2015年と16年に独立リーグで現役復帰している。
ずんぐりとした太目の体型、あごひげとゴーグルタイプの眼鏡、塩をふいている汚い帽子がトレードマークだった。

## 経歴

### プロ入り前
カナダのケベック州モントリオールでフランス系の家族に生まれる。モントリオールの郊外で育ち、少年時代は野球よりもアイスホッケーに熱中していた。
高校時代に投手としてジュニア世界選手権に出場。当時はフランス語しか話せなかったが、オクラホマ州にあるセミノール短大で投手として活躍しながら英語を身に付ける。
1994年のMLBドラフトでシカゴ・ホワイトソックスから30巡目(全体845位)で指名されたが、契約には至らなかった。

### プロ入りとドジャース時代
1995年にロサンゼルス・ドジャースと契約を結びプロ入りを果たした。
1997年は肘の故障のためトミー・ジョン手術を受けた。これにより、1シーズンをリハビリで棒に振った。リハビリが辛く、アイスホッケーへ転向するか悩み、バーモント大学からはアイスホッケー選手として奨学金の提示されるも野球を選択した。
1999年9月7日のフロリダ・マーリンズ(現：マイアミ・マーリンズ)戦で、メジャーデビューを果たす。同年は5試合の先発登板のみに留まった。
2001年までの3年間は、58試合中48試合に先発、11勝14敗の成績であった。
2002年のスプリング・トレーニングで他の先発投手が好調なためリリーフに転向を言い渡された。シーズン4試合目の登板となった4月7日にメジャー初セーブを記録して以降、セーブを量産し、MLB史上最速で20セーブ（56試合）・30セーブ（82試合）で達成。ジョン・スモルツの55セーブに次ぐ52セーブを挙げ、トッド・ウォーレルが1996年に記録した44セーブの球団記録を更新した。114奪三振を記録し、リリーフとしてはオクタビオ・ドーテルの118奪三振に次ぐ多さで、球団史上歴代3位に入った。オフには日米野球のMLB選抜の一員として来日した。
2003年は、55セーブを挙げ前年スモルツが記録したリーグ記録に並び、奪三振率14.98はビリー・ワグナーが1999年に14.95を記録したMLB記録を更新した。シーズン47セーブ目となった9月2日には連続セーブ記録を55まで伸ばし、トム・ゴードンのMLB記録を更新。シーズン48セーブ目となった9月5日に通算100セーブを達成。クローザーとしてはデニス・エカーズリー以来11年ぶりにサイ・ヤング賞を受賞。
2004年7月5日に2002年8月26日から続いた連続セーブ記録が84で途切れた。7月15日には、対ダイヤモンドバックス戦で通算130セーブを達成し、通算セーブ数の球団記録を更新した。この年45セーブを記録し、過去3年間で152セーブとエカーズリーが1990年からの3年間で142セーブのMLB記録を更新した。
ドジャー・スタジアムでは、ガニエが登板するとガンズ・アンド・ローゼズの "Welcome to the Jungle" がかかり、電光掲示板には彼の似顔絵とともに "GAME OVER" （試合終了）と表示される演出がされるようになり、これが好評を博していた。
2005年1月に2年総額1,900万ドルで契約延長した。シーズンでは、右肘靱帯を故障したため、14試合登板のみで戦線離脱した。6月にトミー・ジョン手術を受ける。このシーズンは以降ガニエが登板することはなかった。
2006年開幕前の3月に同年から開催されたワールド・ベースボール・クラシック(WBC)のカナダ代表に選出されたが、辞退した。シーズンでは6月3日に初登板を果たすが、10日間で2試合に登板した後の13日に故障者リスト入り。7月4日には椎間板ヘルニアを患い、シーズンの残りを棒に振った。オフに故障が重なってほとんど登板できないガニエに代わって、クローザーに斎藤隆が定着したため、ドジャースは1,200万ドルのオプションを行使せず、フリーエージェント(FA)となった。

### レンジャーズ時代
2006年12月21日にテキサス・レンジャーズと600万ドルで出来高500万ドル1年契約を結んだ。
2007年は初めてアメリカンリーグで迎え、7月末まで34試合で2勝0敗16セーブ・防御率2.16の成績を残す。

### レッドソックス時代
2007年7月31日にボストン・レッドソックスへトレードされた。移籍後は防御率が6.75と不調に終わった。

### ブルワーズ時代
2007年12月9日、クローザーのフランシスコ・コルデロが移籍したミルウォーキー・ブルワーズはその後釜として1年1,000万ドルで契約した。しかし、12月14日にMLBコミッショナーによりドーピングしていた疑いが強い事が発表された。
2008年は開幕からクローザーとして起用されるものの、6回のセーブ機会のうち、3回失敗し、ヨスト監督よりクローザー失格の烙印を押される。また、7月31日のカブス戦でジム エドモンズに対して150kmの速球を故意に背中を狙って投球したとして退場を宣告された。その後、クローザーとしてまたも起用されたが、肩を痛めて、故障者リスト入りした。

### 独立リーグ時代
2009年はカナディアン・アメリカン・アソシエーションのケベック・キャピタルズに所属すると、先発に転向したが成績は振るわなかった。
2010年は古巣ドジャースとマイナー契約を結んだ。オープン戦で防御率20.25と振るわず3月21日に自由契約となった。

### 引退後
2010年4月に引退を表明した。
2012年は第3回WBC予選のフランス代表のコーチを務めた。
2013年からはカナディアン・アメリカン・リーグに所属するトロワリヴィエール・エーグルスのオーナーに就任している。また、野球フランス代表の監督に就任した。
2014年9月はこの年初めて開催されたフランス国際野球大会と第33回ヨーロッパ野球選手権大会のフランス代表監督を務めた。
2015年にはカナディアン・アメリカン・リーグのトロワリヴィエール・エーグルスで1試合のみの現役復帰を果たす。
2016年3月に第4回WBC予選のフランス代表監督を務めた。
2016年にもカナディアン・アメリカン・リーグのオタワ・チャンピオンズで登板した。
2017年2月8日に第4回WBCのカナダ代表に選出された。同大会ではコロンビア戦で失点したが、球速は94mphを記録した。

## 投球スタイル

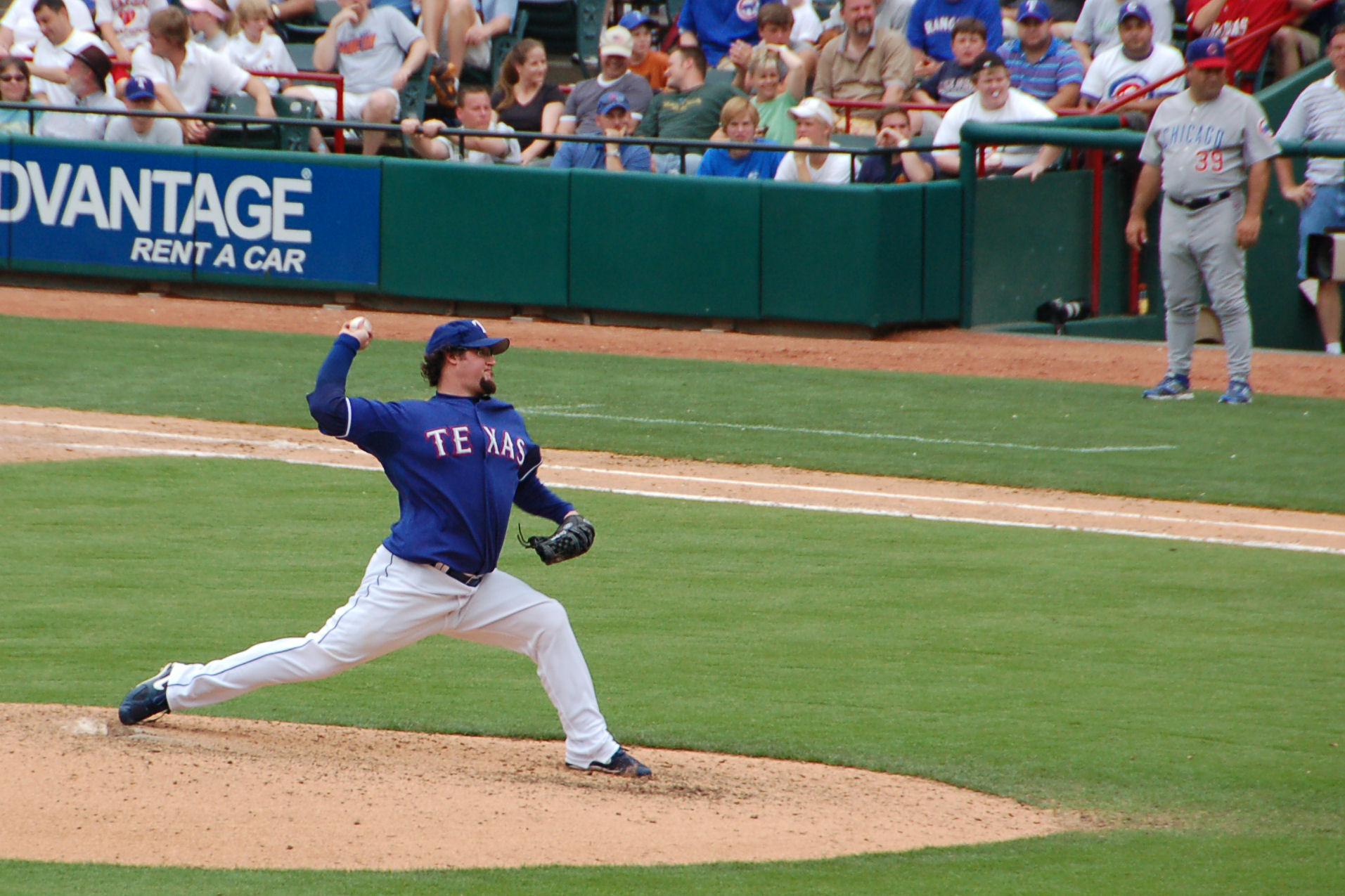
レンジャーズ所属時のガニエ

96mph（約154km/h）前後の速球(最速は101mph)とカーブ、そして大きく落ちるチェンジアップが武器。これは "バルカンチェンジ" と呼ばれる。球速は87mph（約140.0km/h）以上にもなるため、スプリッターのようでもあるが、ガニエ本人は球速差でタイミングを狂わせる用途であるため、あくまでチェンジアップと呼んでいる。また、キレのあるスライダーも投げている。
ファストボールは年々、球速が落ちていった。2007年のレッドソックス時代は平均で94mph(151km)、 翌年の2008年のブルワーズに所属した際は93mph(150km)まで落ち込んだ。
更に球威も衰えたためファストボールを打ち込まれ、チェンジアップを多投したが、コントロールも衰えていたため与四球が多かった。
チェンジアップとカーブを投げる際はサイドに近いスリークォーターになる。(ファストボールでも稀にある)

## 詳細情報

### 年度別投手成績
| 年 度     | 球 団     | 登 板 | 先 発 | 完 投 | 完 封 | 無 四 球 | 勝 利 | 敗 戦 | セ 丨 ブ | ホ 丨 ル ド | 勝 率 | 打 者 | 投 球 回 | 被 安 打 | 被 本 塁 打 | 与 四 球 | 敬 遠 | 与 死 球 | 奪 三 振 | 暴 投 | ボ 丨 ク | 失 点 | 自 責 点 | 防 御 率 | W H I P |
| --------- | --------- | ----- | ----- | ----- | ----- | -------- | ----- | ----- | -------- | ----------- | ----- | ----- | -------- | -------- | ----------- | -------- | ----- | -------- | -------- | ----- | -------- | ----- | -------- | -------- | ------- |
| 1999      | LAD       | 5     | 5     | 0     | 0     | 0        | 1     | 1     | 0        | 0           | .500  | 119   | 30.0     | 18       | 3           | 15       | 0     | 0        | 30       | 1     | 0        | 8     | 7        | 2.10     | 1.10    |
| 2000      | LAD       | 20    | 19    | 0     | 0     | 0        | 4     | 6     | 0        | 0           | .400  | 464   | 101.1    | 106      | 20          | 60       | 1     | 3        | 79       | 4     | 0        | 62    | 58       | 5.15     | 1.64    |
| 2001      | LAD       | 33    | 24    | 0     | 0     | 0        | 6     | 7     | 0        | 0           | .462  | 649   | 151.2    | 144      | 24          | 46       | 1     | 16       | 130      | 3     | 1        | 90    | 80       | 4.75     | 1.25    |
| 2002      | LAD       | 77    | 0     | 0     | 0     | 0        | 4     | 1     | 52       | 1           | .800  | 314   | 82.1     | 55       | 6           | 16       | 4     | 2        | 114      | 1     | 0        | 18    | 18       | 1.97     | 0.86    |
| 2003      | LAD       | 77    | 0     | 0     | 0     | 0        | 2     | 3     | 55       | 0           | .400  | 306   | 82.1     | 37       | 2           | 20       | 2     | 3        | 137      | 2     | 0        | 12    | 11       | 1.20     | 0.69    |
| 2004      | LAD       | 70    | 0     | 0     | 0     | 0        | 7     | 3     | 45       | 0           | .700  | 326   | 82.1     | 53       | 5           | 22       | 3     | 5        | 114      | 2     | 0        | 24    | 20       | 2.19     | 0.91    |
| 2005      | LAD       | 14    | 0     | 0     | 0     | 0        | 1     | 0     | 8        | 0           | 1.000 | 53    | 13.1     | 10       | 2           | 3        | 0     | 0        | 22       | 3     | 0        | 4     | 4        | 2.70     | 0.98    |
| 2006      | LAD       | 2     | 0     | 0     | 0     | 0        | 0     | 0     | 1        | 0           | ----  | 8     | 2.0      | 0        | 0           | 1        | 0     | 1        | 3        | 0     | 0        | 0     | 0        | 0.00     | 0.50    |
| 2007      | TEX       | 34    | 0     | 0     | 0     | 0        | 2     | 0     | 16       | 1           | 1.000 | 133   | 33.1     | 23       | 2           | 12       | 0     | 1        | 29       | 1     | 0        | 8     | 8        | 2.16     | 1.05    |
| 2007      | BOS       | 20    | 0     | 0     | 0     | 0        | 2     | 2     | 0        | 3           | .500  | 89    | 18.2     | 26       | 1           | 9        | 0     | 0        | 22       | 0     | 0        | 14    | 14       | 6.75     | 1.88    |
| '07計     | BOS       | 54    | 0     | 0     | 0     | 0        | 4     | 2     | 16       | 4           | .667  | 222   | 52.0     | 49       | 3           | 21       | 0     | 1        | 51       | 1     | 0        | 22    | 22       | 3.81     | 1.35    |
| 2008      | MIL       | 50    | 0     | 0     | 0     | 0        | 4     | 3     | 10       | 7           | .571  | 203   | 46.1     | 46       | 11          | 22       | 2     | 2        | 38       | 1     | 0        | 28    | 28       | 5.44     | 1.47    |
| MLB：10年 | MLB：10年 | 402   | 48    | 0     | 0     | 0        | 33    | 26    | 187      | 12          | .559  | 2664  | 643.2    | 518      | 76          | 226      | 13    | 33       | 718      | 18    | 1        | 268   | 248      | 3.47     | 1.16    |

- 各年度の太字はリーグ最高

### タイトル
- 最多セーブ投手：1回（2003年）
- 最優秀救援投手：2回（2003年、2004年）

### 表彰
- サイ・ヤング賞：1回（2003年）
- ローレイズ・リリーフマン賞：2回（2003年、2004年）
- ピッチャー・オブ・ザ・マンス：1回（2002年6月）
- ティップ・オニール賞：2回（2002年、2003年）
- プレイヤーズ・チョイス・アワーズ優秀投手：1回（2003年）

### 記録
- MLBオールスターゲーム選出：3回（2002年 - 2004年）
- 84試合連続セーブ成功　2002年8月28日 - 2004年7月3日（メジャー記録）
- 打者10人連続奪三振　2003年5月17日 - 21日（メジャー記録）

### 代表歴
- 2017 ワールド・ベースボール・クラシック・カナダ代表

### コーチ歴
- 2013 ワールド・ベースボール・クラシック・フランス代表

### 監督歴
- 2014年フランス国際野球大会フランス代表
- 2014年ヨーロッパ野球選手権大会フランス代表
- 2017 ワールド・ベースボール・クラシック・フランス代表